# Taifa von Sevilla

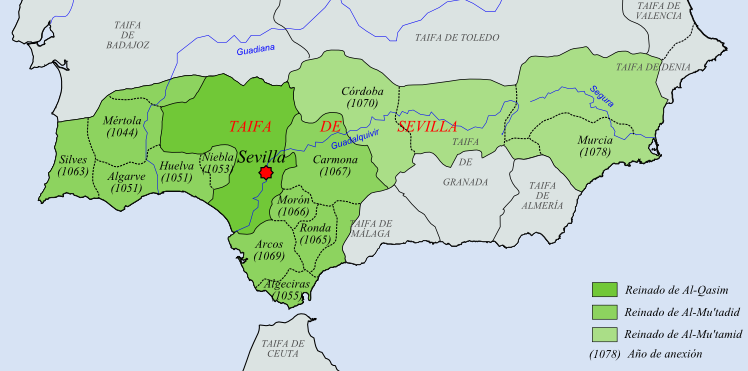
Kleinkönigreiche (taifas) in Andalusien

Die Taifa von Sevilla (arabisch طائفة إشبيلية, DMG Ṭāʾifat Išbiliyya) war ein mittelalterliches, von der Dynastie der Abbadiden beherrschtes und von 1023 bis 1091 existierendes islamisches Kleinkönigreich mit der Hauptstadt Sevilla im Zentrum Andalusiens.

## Geschichte
Das Kleinkönigreich entstand in der Zeit der Auflösung des Kalifats von Córdoba (1009–1031) und des Vordringens der Christen in der Zeit der Reconquista. Es wurde im Jahr 1023 vom Richter Abu l-Qasim (auch Abbad I.) gegründet, der bis zum Jahr 1042 regierte. Sein Sohn Abbad II. al-Mu'tadid regierte von 1042 bis 1069 und erweiterte das Herrschaftsgebiet auf weite Teile Andalusiens, doch wurde Sevilla im Jahr 1063 von den Truppen des leonesischen Königs Ferdinand I. belagert, woraufhin sich Abbad zur Zahlung von Tributen verpflichten musste. Seinem Sohn al-Muʿtamid gelang im Jahr 1071 die Eroberung der Stadt Córdoba, doch musste er wegen andauernder innen- und außenpolitischer Auseinandersetzungen (z. B. der Eroberung Toledos durch Alfons VI. von León (1085)) die berberischen Almoraviden unter Yusuf ibn Taschfin zu Hilfe rufen, die in der Schlacht bei Zallaqa (1086) dem christlichen Heer eine schwere Niederlage beibrachten. Er selbst wurde im Jahr 1091 von den Almoraviden gefangen genommen und nach Marokko verschleppt, wo er vier Jahre darauf verstarb. Die Stadt Sevilla und ihr Umland verblieben die folgenden ca. 150 Jahre unter der Herrschaft der Almoraviden und der nachfolgenden Dynastie der Almohaden. Erst im Jahr 1248 wurde die Stadt von den christlichen Truppen des kastilisch-leonesischen Königs Ferdinand III. eingenommen.

## Herrscherliste
- Abu l-Qasim (reg. 1023–1042)
- Abbad II. al-Mu'tadid (reg. 1042–1069)
- al-Muʿtamid (reg. 1069–1091)